# Battaglia di Kurikara
La battaglia di Kurikara (倶 利伽羅 峠 の 戦 い?, Kurikara tōge no tatakai), conosciuta anche come battaglia di Tonamiyama (砺 波 山), fu uno scontro cruciale della Guerra Genpei, che cambiò le sorti della guerra a favore dei Minamoto.

## Antefatto
Durante i primi anni di guerra, Minamoto no Yoshinaka aveva radunato un esercito nella provincia di Shinano con cui aveva occupato le terre Taira a Shinano, Echigo, Etchū, Kaga ed Echizen; i Minamoto non avevano potuto contrattaccare a causa della grande carestia scoppiata in Giappone nel 1181, che sospese le ostilità per due anni. La situazione migliorò nel 1183 e i Taira riformarono un esercito radunando le loro forze gravemente ridotte dalle battaglie e dalla carestia, e cercando di reclutare altri guerrieri tra i contadini dalle terre circostanti a rischio di ulteriori carestie.
Il 10 maggio, una forza Taira di 40 000 uomini al comando di Taira no Koremori lasciò Kyoto e mosse contro Yoshinaka; sconfisse il condottiero Minamoto nell'assedio di Hiuchi, e lo costrinse alla ritirata conquistando molte altre delle sue fortezze, poi proseguì per riconquistare la provincia di Etchū.

## La battaglia
Avvicinandosi ai passi di montagna che collegano l'Honshū occidentale e orientale, Koremori divise le sue forze in due: una parte avrebbe dovuto valicare il passo Kurikara (tra Tsubata, Ishikawa e Oyabe, oggi Toyama) fino a Tonamiyama, mentre l'altra avrebbe dovuto entrare nella provincia di Etchū attraverso la provincia di Noto. Minamoto no Yoshinaka intercettò le forze Taira mentre risalivano il passo Kurikara, ed innalzò trenta bandiere bianche sulla collina Kurosaka, a pochi chilometri di distanza, per far credere ai suoi nemici che la sua forza fosse più grande di quanto non fosse in realtà. Questa era una tattica ritardante, volta a mantenere l'esercito Taira nel passo fino al calar del buio, in modo da poter attuare la seconda parte della sua strategia.
L'esercito Minamoto fu diviso in tre: un contingente avrebbe aggirato i Taira per attaccarli sul fianco e uno si sarebbe posizionato alle loro spalle, mentre Yoshinaka, al comando del corpo principale, sbarrò la strada al nemico nel passo attaccando battaglia nel modo più formale possibile per guadagnare tempo; in questo primo scontro i guerrieri del corpo principale affrontarono i loro avversari in raffiche di frecce e in duelli uno contro uno tra samurai alla maniera classica, nella quale si gridava il proprio nome e quello di tutti i propri illustri antenati prima del combattimento.
Al tramonto, il contingente che aveva aggirato l'armata Taira gli spuntò alle spalle, portando con sé molti più vessilli del normale, e probabilmente al buio fu scambiato per una forza più numerosa, quindi Yoshinaka lanciò contro il nemico un branco di buoi con torce accese legate alle corna. Sfruttando la confusione creatasi, i Minamoto attaccarono caricando in discesa e respinsero i Taira a valle, dove questi subirono l'imboscata del terzo contingente. Così la ritirata divenne una rotta disordinata e i guerrieri Heike si dispersero ovunque.

## Conseguenze
Grazie alla tattica di Yoshinaka, che riuscì a capovolgere le sorti di una campagna che per la disparità di forza sembrava persa in partenza, la situazione bellica si capovolse improvvisamente a favore dei Minamoto.
Dopo la cocente sconfitta Koremori riuscì a riunire le due truppe superstiti e ritirarsi ma fu inseguito da Yoshinaka che lo sconfisse nuovamente nella battaglia di Shinohara. Tornati a Kyoto, i Taira tentarono di riprendersi dalle perdite subite ma, incalzati dalle truppe di Yoshinaka da nord e Minamoto no Yukiie da est, dovettero abbandonare la capitale, fuggendo con la corte a Yashima (Shikoku).